# Ichenbaï Kadyrbekov
Ichenbaï (Duïcheunbievitch) Kadyrbekov (en kirghiz : Ишенбай Дүйшөнбиевич Кадырбеков ; en russe : Ишенбай Дюшенбиевич Кадырбеков Ichenbaï Diouchenbievitch Kadyrbekov) est un homme politique kirghiz, né le 16 juillet 1949 à Naryn.
Kadyrbekov a été désigné en urgence président par intérim le 24 mars 2005 par la Chambre basse du Parlement kirghiz qu'il préside alors, après que le président précédent Askar Akaïev a fui lors de la Révolution des Tulipes pour s'exiler au Kazakhstan. Mais dès le lendemain, Kadyrbekov n'a pas été confirmé par la Chambre haute. Il est remplacé par le Premier ministre par intérim Kourmanbek Bakiev, qui lui succède à la tête de l'État.